# Montardit
Montardit és un municipi francès, situat a la regió d'Occitània, departament de l'Arieja. L'1 de gener del 2021 tenia 219 habitants.